# شيتوريو

شعار شيتوريو

شيتوريو (باليابانية: 糸東流) هي أحد أكبر مدارس الكاراتيه الأربعة المعترف بها في اليابان.
تأسست هذه المدرسة عام 1931 في اليابان من قبل مؤسسها كينوا مابوني. وهي من ثاني المدارس انتشارا بعد الشوتوكان وهو عبارة عن 42 كاتا معترف بها في البطولات الدولية، وبها كاتتين إجباريتين هما البساي داي شوتوريو والسنشن شوتوريو.